# نادي قرية العليا
نادي قرية العليا السعودي هو أحد أندية الدرجة الثالثة بالمنطقة الشرقية في الصمان في قرية العليا.

## تشكيلة الفريق الحالية
ملاحظة: تشير الأعلام إلى المنتخب بحسب قواعد الأهلية المعتمدة من قبل الفيفا؛ تنطبق بعض الاستثناءات المحدودة. وقد يحمل اللاعبون أكثر من جنسية لا تعترف بها الفيفا.
| الرقم | البلد    | المركز | اللاعب               |
| ----- | -------- | ------ | -------------------- |
| 1     | السعودية | حارس   | يعقوب الخالدي        |
| 2     | السعودية | وسط    | سامي هادي            |
| 3     | السعودية | وسط    | عبد المجيد المسعودي  |
| 4     | السعودية | مدافع  | عبد الله نهاري       |
| 5     | السعودية | وسط    | عبد العزيز الشهيب    |
| 6     | السعودية | مدافع  | عبد العزيز البويت    |
| 7     | السعودية | مدافع  | فيصل المطيري         |
| 8     | السعودية | وسط    | محمد شاجري           |
| 9     | نيجيريا  | مهاجم  | هينشو بليسينغ غودوين |
| 10    | السعودية | وسط    | عبد المجيد الشمري    |
| 11    | السعودية | مهاجم  | راكان الكعبي         |
| 12    | البرازيل | وسط    | ويسلي سيماو          |
| 13    | السعودية | مدافع  | فارس الحارثي         |

| الرقم | البلد    | المركز | اللاعب                  |
| ----- | -------- | ------ | ----------------------- |
| 16    | السعودية | وسط    | عبد اللطيف العبد اللطيف |
| 17    | السعودية | مدافع  | ماجد العيسى             |
| 18    | السعودية | مدافع  | تركي محبوب              |
| 20    | السعودية | وسط    | سعيد البيشي             |
| 23    | السعودية | مهاجم  | محمد السليم             |
| 24    | السعودية | وسط    | عبد العزيز قيسي         |
| 25    | السعودية | مدافع  | عمر البوطويبه           |
| 26    | السعودية | مدافع  | فيصل خرصان              |
| 30    | السعودية | حارس   | يوسف الهبوب             |
| 31    | السعودية | حارس   | علي المختار             |
| 47    | السعودية | مدافع  | صادق الأحمد             |
| 70    | السعودية | وسط    | حسين العبد اللطيف       |
| 99    | نيجيريا  | مهاجم  | دانيل نواسيكي           |